# Joseph Smith
Joseph Smith  (Sharon, Vermont; 23 de diciembre de 1805-Carthage, Illinois; 27 de junio de 1844) fue un líder religioso estadounidense, fundador de La Iglesia de Jesucristo de los Santos de los Últimos Días.
El Movimiento de los Santos de los Últimos Días lo considera un profeta y escogido por Dios para restaurar la iglesia primitiva de Jesucristo. Según su propio testimonio, en 1820 tuvo una revelación en la cual vio al Padre Celestial y a su hijo Jesucristo. Años más tarde, en 1823, relató que, mientras oraba, un ángel llamado Moroni le había indicado un lugar cercano a su hogar donde se encontraban unos antiguos escritos, grabados en planchas de oro, que describían la visita de Jesús de Nazaret a los antepasados indígenas de América, los cuales eran de origen israelita. El ángel, añadió a Smith, le había dicho que debería traducir dicho texto y que sería el restaurador de la iglesia de Jesucristo de los Santos de los Últimos Días. 
En 1830, Joseph Smith publicó el Libro de Mormón, al cual presentó como una traducción al inglés de los mencionados escritos; en ese mismo año fundó la congregación religiosa denominada originalmente Iglesia de Cristo, de la cual procede el movimiento de los Santos de los Últimos Días.
En medio del ambiente religioso de la primera mitad del siglo XIX en los Estados Unidos, Smith encontró numerosos seguidores, algunos incluso venidos de Europa, en especial Gran Bretaña, pero también muchos opositores. Ciertos aspectos de las doctrinas presentadas por Smith ofendían  las confesiones cristianas ya establecidas, y otros, como la poligamia o sus intentos de establecer una especie de teocracia en una sociedad basada en la libertad religiosa, resultaban intolerables para la opinión pública estadounidense. Tras su expansión inicial, la persecución contra la iglesia mormona se fue intensificando, lo que obligó a Smith a trasladar su sede en varias ocasiones. Finalmente, fue acusado de sedición y detenido en Illinois, donde había establecido su congregación. Encarcelado en Carthage, Illinois, una turba asaltó la prisión y lo asesinó junto a su hermano Hyrum Smith.
En el movimiento de los Santos de los Últimos Días, Joseph Smith es considerado el Profeta por antonomasia, igual a los mencionados en la Biblia. Elegido para ejercer el sacerdocio aarónico y el de Melquisedec, su misión fue restaurar la iglesia cristiana original, que se habría perdido poco después de la muerte de los doce apóstoles durante la Gran Apostasía.
Jose Smith ha sido considerado uno de los personajes más carismáticos e influyentes de Estados Unidos durante el siglo XIX.

## Biografía

### Infancia y juventud

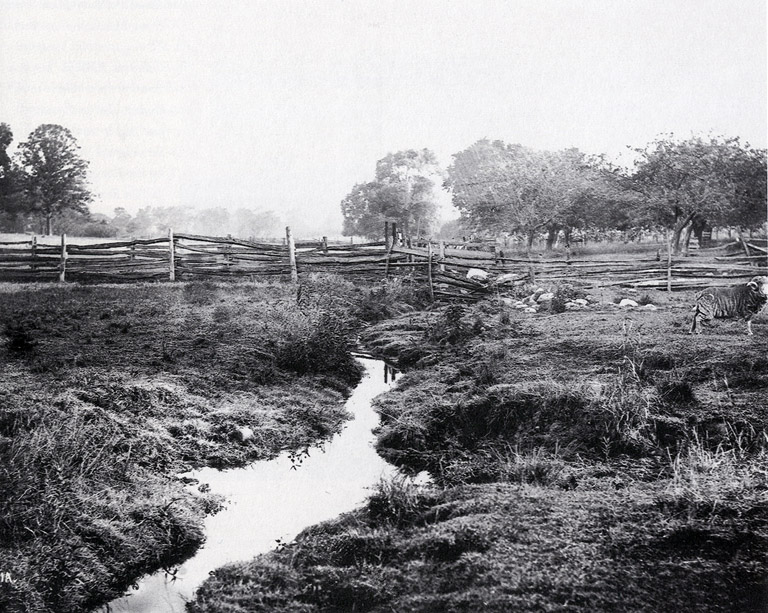
La granja de la familia Smith en el pueblo de Manchester, Nueva York, alrededor de 1907.

Joseph Smith, Jr. fue el cuarto de los nueve hijos del matrimonio conformado por Joseph Smith (padre) y Lucy Mack. Su nacimiento estuvo marcado por los vaivenes económicos de su familia. Su abuelo paterno, Asael Smith, perdió la mayoría de sus bienes en Topsfield, Massachusetts, durante la crisis económica de 1780; más tarde se mudó a Vermont, donde su hijo, el padre de Joseph Jr., comenzó a trabajar como granjero (y ocasionalmente como maestro de escuela), logrando prosperar económicamente. Sin embargo, nuevos reveses económicos los obligaron a mudarse varias veces en Nueva Inglaterra, hasta trasladarse a Palmyra en 1816, en medio del año sin verano. Esta zona sería más tarde conocida por el surgimiento en ella de nuevas corrientes religiosas. Desde allí se mudaron a comienzos de 1819 muy cerca de Palmyra, en los límites del actual pueblo de Manchester. De pequeño, hubo períodos en los que Joseph Smith, Jr. debió trabajar para ayudar a sus padres. Como resultado de esto, recibió una escolaridad muy deficiente.
Personas ajenas a su familia que lo conocieron de cerca, lo describieron como un joven de intelecto por debajo de la media, que al menos hasta los 25 años de edad trabajaba muy poco y solía vestir descuidadamente. Por otra parte, se le reconocían buenas aptitudes para los debates sobre moral y ética política que se llevaban a cabo en un club para jóvenes al que asistía, y un cierto talento como exhortador en las reuniones metodistas de las que también participaba durante su adolescencia. También gozaba de una gran imaginación, y tenía una mentalidad activa e inquisitiva. En 1826, consciente de su falta de estudios y con veinte años de edad, se mudó a Bainbridge para asistir a clases en una escuela.

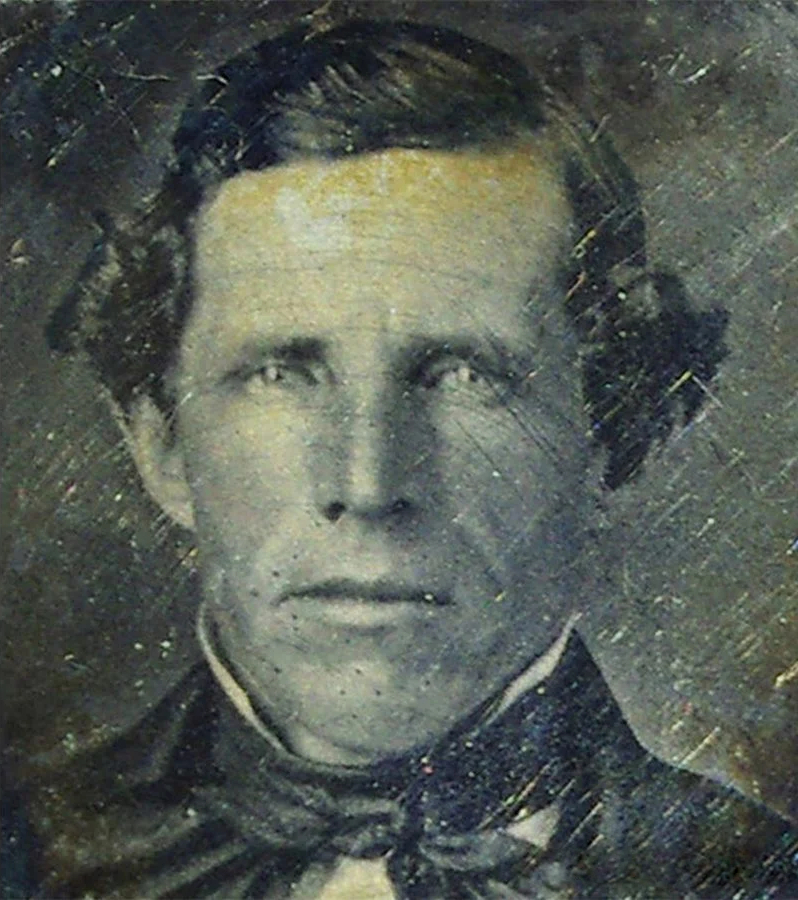
Daguerrotipo de 1844, redescubierto en 2020, que supuestamente muestra a Joseph Smith.

 Joseph Smith, Jr. nació y vivió toda su juventud durante el período de efervescencia religiosa conocido como el Segundo Gran Despertar. Esta efervescencia religiosa se comenzó a experimentar fuertemente en el oeste del estado de Nueva York sobre todo a partir de 1824. Su familia, como la de muchos otros estadounidenses en ese tiempo, era religiosa y supersticiosa, propensa a creer en teofanías. Su abuelo paterno, Asael Smith, fue universalista y luego metodista, mientras que su abuelo materno, Solomon Mack, publicó un libro entre 1810 y 1811 donde describía una serie de supuestas visiones celestiales que lo convidaron a convertirse tardíamente al cristianismo. Su madre, Lucy, hija de Solomon, era presbiteriana y crio a sus hijos con una educación cristiana. Posteriormente ella también escribió un libro, dedicado a su hijo Joseph, donde dijo haber tenido visiones junto a su esposo; este último, por su parte, si bien también era religioso, fue más bien celoso de los grupos religiosos organizados.
En cuanto a Joseph Smith, Jr., quien desde pequeño estuvo relacionado con el metodismo, pudo haber sido influenciado por las enseñanzas del reverendo George Lane, un anciano metodista que en 1819 asistió a una conferencia en Vienna, cerca de Phelps, a la cual algunos historiadores especulan que pudo haber asistido Joseph junto a su familia. Sus interpretaciones de la Biblia eran originales, si bien sus deducciones solían ser consideradas por sus pares como blasfemas. Luego Smith se alejaría del metodismo para fundar su propia denominación cristiana, y acusaría a las demás denominaciones de falaces.

### Fundación de la iglesia

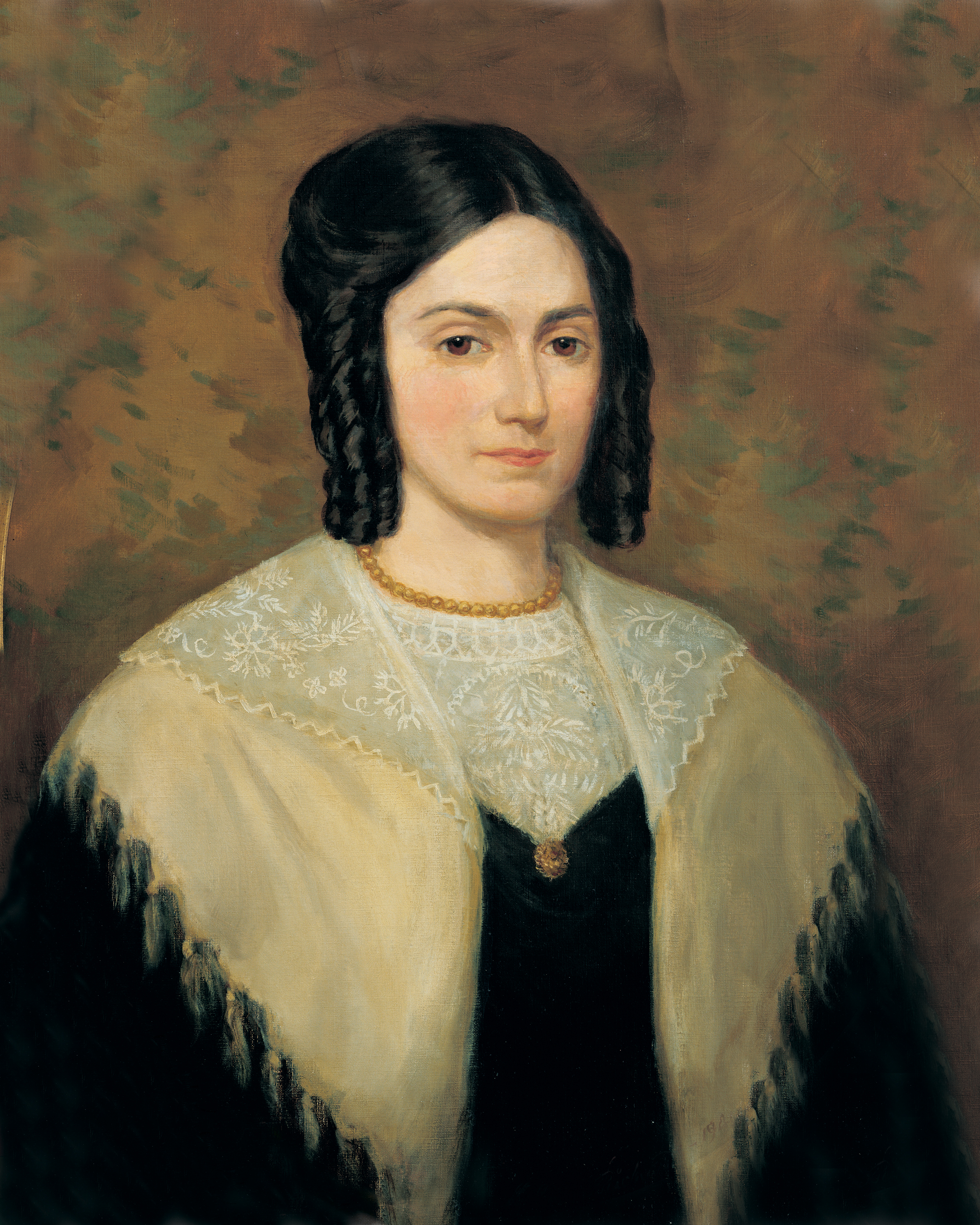
Emma Smith, esposa oficial de Joseph Smith

El 21 de septiembre de 1823, con dieciocho años de edad, Smith proclamó que se le había aparecido un ángel llamado Moroni, y que este le había dicho que era el elegido para traducir el Libro de Mormón, a partir de escritos de pueblos antiguos escritos sobre planchas de oro por profetas estadounidenses, y compilados por Mormón, padre de Moroni, hace más de mil cuatrocientos años. Dada la falta de pruebas sobre esta historia, los religiosos Oliver Cowdery, Martin Harris y David Whitmer más tarde también afirmaron haber visto a Moroni y las planchas de oro entregadas a Smith. A estos tres hombres se sumaron otros ocho, entre ellos Joseph Smith (padre), que aseguraron también haber visto las planchas. Los testimonios de estas once personas se incluyeron en las primeras páginas del libro, y son considerados por los creyentes de dicha iglesia como testigos del Libro de Mormón.
Smith comenzó a trabajar en la búsqueda de una mina de tesoros para Josiah Stowell y William Hale, y junto con su padre trabajó con ellos durante aproximadamente un mes.[cita requerida] Smith vivió temporalmente en la casa de Isaac Hale, un pariente de William Hale, en Harmony y allí en 1825 conoció a la hija de Isaac, Emma Hale Smith Bidamon, una maestra de escuela un año mayor que él.[cita requerida] Si bien el fallido proyecto de búsqueda se disolvió el 17 de noviembre de 1825,[cita requerida] Smith siguió trabajando para Stowell en otros proyectos hasta 1826.[cita requerida] Smith le pidió la mano de su hija a Isaac Hale; sin embargo, este se mostró reacio a la unión.[cita requerida] Sin embargo, el 17 de enero de 1827, Smith y Emma se fugaron juntos por South Bainbridge (Afton), Nueva York, cerca de Binghamton, donde se casaron el día siguiente.[cita requerida] El lugar de la boda fue en el sitio de la feria agrícola de Afton, ubicada en la Ruta 41 del estado de Nueva York, en los límites de la ciudad de Afton. El recinto de la feria anual de Afton está ubicado en el lado este del río Susquehanna y es actualmente un marcador histórico del estado de Nueva York donde se conmemora el evento. La pareja se mudó a la casa de los padres de Smith en las afueras de Mánchester, cerca del municipio de Palmyra.

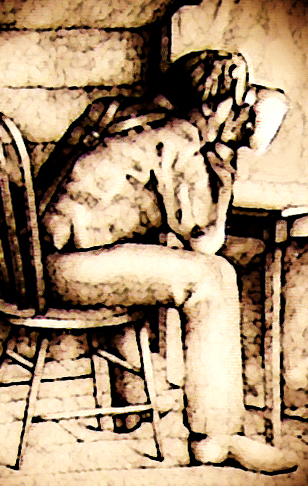
Dibujo de Joseph Smith mirando las «piedras videntes Urim y Tumin» dentro de un sombrero, práctica a través de la cual los seguidores de la Iglesia de Jesucristo de los Santos de los Últimos Días creen que tradujo el Libro de Mormón.

Finalmente, el 22 de septiembre de 1827[¿cuándo?], proclamó haber recibido las planchas tras ser instruido por Moroni para llevar a cabo la traducción, en la que se sirvió asimismo de unas piedras pectorales identificadas por el ángel como las bíblicas Urim y Tumim. Debido a sus problemas de redacción y ortografía, el libro fue dictado por Smith para que un testigo lo escribiera. Para los creyentes de esta iglesia, lo que hizo Smith fue utilizar las piedras para leer las planchas de oro, de modo que lo que habría hecho el testigo es más una transcripción. Las descripciones de la piedra varían en la literatura, pero se sabe que por sus actividades como adivinador fue detenido por las autoridades. Además, trabajó como buscador de tesoros, primero para un hombre llamado Josiah Stowell, y desde 1826 para Joseph Knight, Sr., amigo de Stowell, en Colesville (Nueva York) y sus alrededores.
Emma Smith dijo que Joseph Smith utilizaba las piedras para dictarle las palabras después de la pérdida de las 116 páginas, y que estas eran de color "chocolate". David Whitmer dijo respecto a la traducción del Libro de Mormón:
Joseph Smith metía las piedras de vidente en un sombrero, y colocaba su cara dentro del sombrero, apretándolo fuerte contra su cara para evitar el ingreso de luz; y en la oscuridad la luz espiritual brillaba. Un pedazo de algo similar al pergamino aparecía, y en éste aparecía la escritura. Un carácter aparecía cada vez, y debajo de él su traducción al inglés. El hermano Joseph leía en inglés a Oliver Cowdery, quien era el escriba principal, y una vez que se escribía y recitaba al hermano Joseph para ver si estaba correcto, [el carácter] desaparecía y aparecía uno nuevo con una nueva traducción. Así, según la creencia, el Libro de Mormón fue traducido por el don y poder de Dios, y no por el poder de ningún hombre.

El presidente de La Iglesia de Jesucristo de los Santos de los Últimos Días, Russel M. Nelson, interpretando el método en que sus creyentes creen que el Libro de Mormón fue traducido

Otros miembros tempranos de la iglesia, entre los que se encontraban Jacob Whitmer, Philo Dibble, W. W. Phelps y Elizabeth Ann Whitney, también mencionaron haber visto las piedras y este proceso de revelación. En 1830, Hiram Page, un hombre perteneciente a la lista de los Ocho Testigos, aseguró haber tenido él mismo una serie de revelaciones a través de una piedra de vidente de color negro. Dejó de utilizarla una vez que el mismo Smith le dijo que sus revelaciones venían del diablo. Tras la muerte de Smith, Brigham Young siguió utilizando y promoviendo el uso de piedras de vidente, asegurando que «Joseph dijo que hay una piedra de vidente por cada persona en la Tierra», pero que solo el presidente de la Iglesia tiene derecho sobre las piedras Urim y Tumim.
Según Smith (y más tarde los ya mencionados once testigos), el documento consistía en unas planchas de oro con inscripciones escritas en una supuesta lengua llamada egipcio reformado, unidas con gruesas anillas a modo de libro. Dicha obra habría permanecido oculta en el cerro de Cumorah, a aproximadamente 8 km al sur, cerca de su residencia en Palmyra.
Tras esta proclamación, el matrimonio Smith fue objeto de persecuciones e intentos de robo. Así pues, decidieron mudarse a Harmony, y en ese lugar Smith comenzó el desarrollo del libro. El papel de su mujer, dotada de una cierta cultura en cuanto maestra de escuela, es considerado determinante.[cita requerida] Asimismo, contó con la ayuda de su vecino Martin Harris, hombre acaudalado con ciertos problemas de identidad religiosa (llegaría a cambiar cinco veces de religión) que le prestaría apoyo económico. El método de traducción consistía en lo siguiente: diariamente, Harris y Smith se reunían en casa de este; Smith introducía su cabeza en un sombrero, las planchas de oro solían estar en otra habitación, en el que, en presencia de Harris, colocaba también las dos piedras videntes que le permitían traducirlas. Harris nunca vio las planchas de oro, aunque sí las piedras (posteriormente, después de haber abandonado el mormonismo y luego vuelto a él, declararía haber visto las planchas). Smith entonces introducía su rostro en el sombrero y comenzaba a dictar el texto traducido, que Harris trasladaba al papel.
El 15 de junio de 1828, Emma dio a luz a su primer hijo, Alvin, quien solo vivió tres horas.

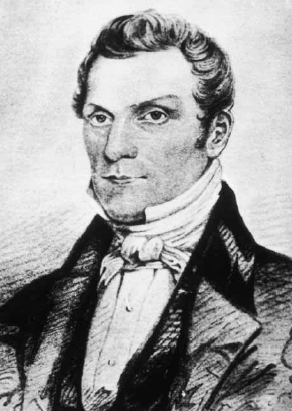
Hyrum Smith, hermano de Joseph

La familia de Harris supo por este del particular proceso de «traducción», y su esposa oficial, Emma Smith, arguyendo que ansiaba ver el texto, insistió en leer la traducción antes de que hubiera sido completada. Smith permitió a Martin Harris llevarse las primeras 116 páginas de la traducción, las cuales serían conocidas posteriormente como el Libro perdido de Lehi. La mujer de Harris, sospechando un fraude, le comentó a su marido la posibilidad de que Smith se estuviera inventando el texto sobre la marcha. Así que, pretendiendo desenmascarar a Smith, decidió retener el texto traducido e hizo creer a su marido que lo había extraviado. De ser un fraude, Smith produciría una segunda versión que diferiría de la primera. Pero, en lugar de recomenzar el proceso partiendo de las mismas planchas, Smith alegó que el ángel le había prohibido valerse del original en castigo por su negligencia, obligándole entonces a acudir a otros escritos en los que se relataba la misma historia, pero de manera algo distinta. Agregó que tal evento había sido previsto al momento de la confección de las planchas de oro.[cita requerida]
La familia de Harris tomó esta explicación como una evidencia del engaño, terminando así toda colaboración. En 1829, Smith reanudó su tarea en presencia de otro testigo, Oliver Cowdery. Esta vez Smith tomó la precaución de no dejarle a nadie los textos antes de concluir la traducción, que culminaría ese mismo año. Las planchas de oro y los artefactos, una vez traducidos, le serían retirados de las manos por el mismo ángel Moroni. En 1830, el texto vio la luz bajo el título de Libro de Mormón.[cita requerida]
Según declaró Joseph, durante el proceso de traducción se le apareció, entre otros, Juan el Bautista, quien le confirió el Sacerdocio Aarónico, o sacerdocio menor, sin aclarar qué significaba tal honor.[cita requerida] Posteriormente, otros santos cristianos como Pedro, Santiago y Juan le ordenaron en el Sacerdocio de Melquisedec o sacerdocio mayor, encomendándole restaurar la verdadera iglesia de Cristo conforme al modelo de los primeros cristianos.[cita requerida] El mensaje reformista no era novedoso y se basaba, como ya lo hicieran los cuáqueros o los luteranos, en razón de que las iglesias surgidas después de la muerte de los primeros apóstoles (Pedro, Santiago, Juan) habrían sido «corrompidas» por las filosofías imperantes, pervirtiendo su mensaje. Al período religioso que transcurría entre sus revelaciones y la labor de los apóstoles Smith lo llamó la Gran Apostasía, periodo en el que los derechos del sacerdocio carecían de validez. Se hacía necesaria, pues, una restauración directa por parte de los apóstoles, en la que también se revelarían partes fundamentales de la doctrina de Cristo que habían sido olvidadas.

### Prisión y muerte

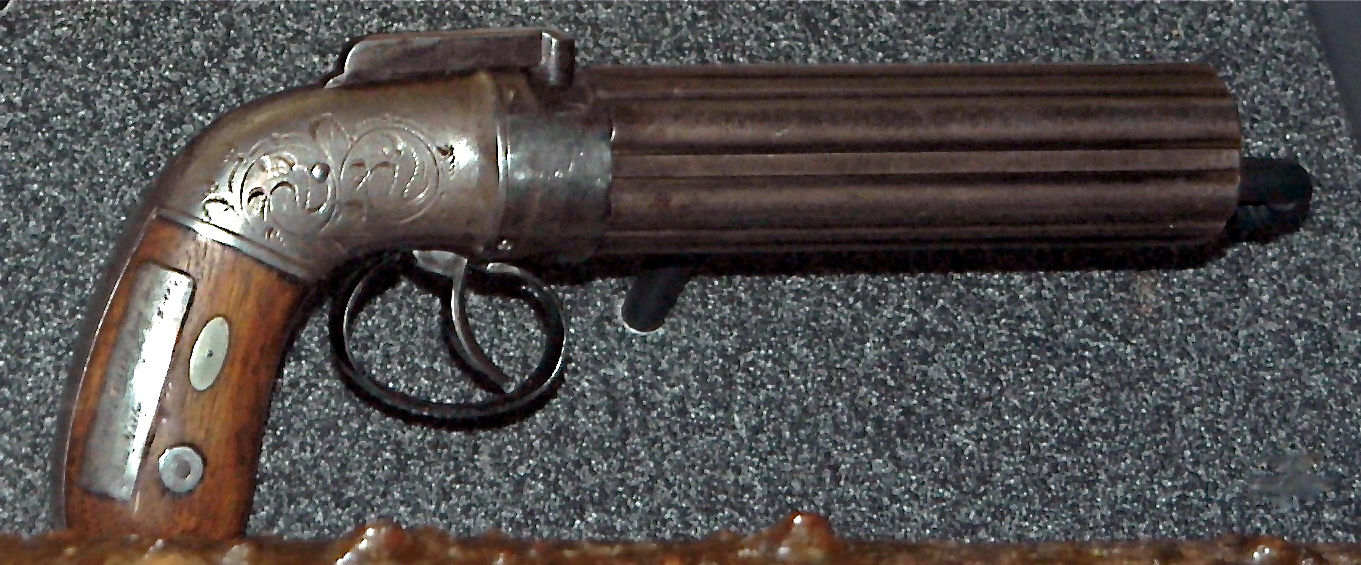
Pistola de caja de pimienta utilizada por Joseph Smith, Jr. en un intento de defenderse en la cárcel de Carthage (Illinois) el 27 de junio de 1844. Actualmente se exhibe en el Museo de Historia de la Iglesia, Salt Lake City, Utah.

El 27 de junio de 1844, Joseph Smith fue asesinado en la cárcel de Carthage, Illinois, adonde se había entregado para ser juzgado por presunta traición tras la destrucción de la prensa del Nauvoo Expositor y la declaración de ley marcial en Nauvoo. Una turba de unos 200 hombres, muchos con los rostros ennegrecidos para ocultar su identidad, irrumpió en el presidio y abrió fuego contra los reclusos. Hyrum Smith murió casi al instante; Joseph, herido por varios disparos, cayó desde una ventana del segundo piso y falleció poco después, a los 38 años. El ataque también dejó gravemente herido a John Taylor, mientras que Willard Richards salió ileso. El asesinato desencadenó una crisis de sucesión que fracturó al movimiento de los Santos de los Últimos Días.

## Consecuencias de su muerte
Tras la muerte de Smith, la congregación mormona entró en un periodo de discusiones por la sucesión del cargo de Presidente de la Iglesia y sus atributos. Un grupo reclamó que la sucesión debía recaer en el hijo de Smith; otro grupo postuló la basada en lo que el Consejo de los Doce propusiese.
Brigham Young se presentó como sucesor de Smith y fue aceptado por un grupo de los fieles, mientras que otros propugnaban una sucesión temporal hasta que Joseph Smith III, que por entonces contaba con doce años de edad, llegara a la edad adulta, momento en el que obtendría el cargo. Los seguidores de Young declararon que este había sido elegido por revelación e inspiración divina, y no porque él hubiera querido, tesis esta última que acabó por imponerse.
Sin embargo, esta disputa provocó un cisma dentro de la iglesia mormona, apareciendo las varias ramas que actualmente existen.
El grupo de santos más grande aceptó al cuórum de los doce apóstoles, de lo cual Young era presidente, como líder de la iglesia. Young, sabiendo que el episodio del asesinato de Smith podría volver a repetirse, trasladó a sus seguidores hacia el oeste, donde el proceso de colonización aún no había concluido. Se establecieron en el actual estado de Utah en julio de 1847. Young volvió a los cuarteles de invierno (estado actual de Iowa) para reunirse con los otros miembros del cuórum de los doce apóstoles para reorganizar la Primera Presidencia, donde Young fue investido como segundo presidente de este grupo. Los viajeros e historiadores llaman hoy a la ruta que siguieron con Young «el camino mormón» (usualmente llamado «ruta a California»); un recorrido que iba de Misuri a California pasando por el territorio denominado Utah (por sus nativos, el pueblo ute o yuta), donde siguen constituyendo la mayor parte de la población. El primer asentamiento de los seguidores de Young se situó en la zona del Gran Lago Salado, donde, bajo difíciles condiciones, fundaron Salt Lake City, la capital actual del estado de Utah. Datos del año 2004 indicaban que un 62,4 % de los habitantes de dicho estado eran miembros de la Iglesia de Jesucristo de los Santos de los Últimos Días.

## Familia y descendientes
Smith y Emma Hale tuvieron nueve hijos durante su matrimonio, de los cuales cuatro vivieron hasta la madurez: Joseph Smith III, Frederick Granger Williams Smith, Alexander Hale Smith y David Hyrum Smith. Cinco de los hijos murieron antes de los dos años. El mayor, Alvin (nacido en 1828), murió a las pocas horas de nacer, al igual que los gemelos Thaddeus y Louisa (nacido en 1831). Cuando los gemelos murieron, los Smith adoptaron otro grupo de gemelos, Julia y Joseph, cuya madre había muerto recientemente en el parto; Joseph murió de sarampión en 1832. En 1841, Don Carlos, que había nacido un año antes, murió de malaria. En 1842, Emma dio a luz a un hijo muerto. Algunos historiadores han especulado, basándose en entradas de diarios e historias familiares, que Smith pudo haber tenido otros hijos con sus múltiples esposas. Sin embargo, todas las pruebas de ADN de descendientes potenciales de Smith, de esposas distintas a Emma, han sido negativas.
A lo largo de su vida, Emma Smith negó con frecuencia que su esposo hubiera tenido otras esposas. Emma dijo que la primera vez que se dio cuenta de una revelación de poligamia atribuida a Smith por los mormones, fue cuando leyó sobre ella en el periódico The Seer, de Orson Pratt, en 1853. Emma hizo campaña públicamente contra la poligamia, y fue la principal firmante de una petición en 1842, con mil firmas femeninas, negando que Smith estuviera relacionado con la poligamia. Como presidenta de la Ladies Relief Society, Emma autorizó la publicación de un certificado en el mismo año denunciando la poligamia y negando a su esposo como su creador o participante. Incluso, en su lecho de muerte, Emma continuó negando la participación de Joseph en la poligamia.
Después de la muerte de Smith, Emma Smith rápidamente se separó de Brigham Young y el liderazgo de la iglesia. Young, a quien Emma temía y despreciaba, sospechaba de su deseo de preservar los bienes de la familia de la inclusión con los de la iglesia, y pensó que sería aún más problemática porque se oponía abiertamente al matrimonio plural. Cuando la mayoría de los Santos de los Últimos Días se mudaron al oeste, ella se quedó en Nauvoo, Illinois, se casó con un no mormón, el mayor Lewis C. Bidamon, y se retiró de la religión hasta 1860, cuando se afilió a la Iglesia Reorganizada de Jesucristo de los Santos de los Últimos Días, primero encabezada por su hijo, Joseph Smith III. Emma nunca negó el don profético de Smith ni repudió su creencia en la autenticidad del Libro de Mormón.